# Myzocytose
La myzocytose (du grec : myzein (μυζεῖν) "sucer" et kytos (κύτος) "contenant", en l'occurrence "cellule") est une méthode d'alimentation par certains organismes hétérotrophes. Le protozoaire mycophage perce alors l'enveloppe cellulaire de la cellule proie à l'aide d'un tube ou d'un tuyau (appelé conoïde) et aspire le contenu de la cellule, raison pour laquelle la myzocytose est également considérée comme une sorte de "vampirisme cellulaire".
Le contenu cellulaire aspiré est enfermé dans une vacuole et digéré. Chez certains dinoflagellés, cependant, on peut observer que les chloroplastes spécifiques sont conservés et continuent à fonctionner comme kleptoplastides. Cette kleptoplastie joue un rôle important dans l'explication de la théorie des endosymbiontes.

## Exemples
Un exemple classique de myocytose est la méthode d'alimentation du cilié peu connu Didinium. Cette suctorie se nourrit uniquement par myzocytose.
De nombreux dinoflagellés thécates, tels que Dinophysis utilisent également la myzocytose pour se nourrir de cellules de proie nettement plus grandes qu'eux. Dans le cas de Pfiesteria, qui s'attaque non seulement le plancton mais aussi aux cellules des poissons, l'effet peut être si massif que les poissons meurent à cause des lésions cutanées.

## Sources